# Гетти, Гордон
Го́рдон Ге́тти (англ. Gordon Getty; род. 20 декабря 1933, Лос-Анджелес) — крупный американский инвестор, благотворитель. Его собственный капитал составляет 2 миллиарда долларов (по данным «Forbes»). Основатель благотворительного фонда Энн и Гордона Гетти. Являясь убежденным демократом, периодически оказывает финансовую помощь Демократической партии США.
Родился 20 декабря 1933 года в Лос-Анджелесе, вырос в Сан-Франциско (США), в семье крупного американского нефтяного магната, потомственного миллиардера Пола Гетти. Его мать Энн Рорк стала четвёртой женой Пола.  
Гордон окончил колледж в родном городе и получил диплом бакалавра в консерватории Сан-Франциско. Женился Гордон Гетти на Рождество 1964 года в Лас-Вегасе на некой Энн Гилберт. Однако их брак не был прочным, Гордон был уличён в связях с другой девушкой, от которой имел троих внебрачных детей. Вскоре в результате судебного разбирательства он признал своё отцовство.
Свой путь в бизнесе Гордон Гетти начал в отцовской нефтяной компании. После смерти Пола Гетти в 1976 году сын взял бразды правления нефтяным бизнесом в свои руки, став держателем контрольного пакета акций предприятий отца. В 1986 году Гордон продаёт эти предприятия за 10 миллиардов долларов США и начинает инвестиционный бизнес. Он финансирует Gavin Newsom’s PlumpJack Group, отель Squaw Valley, пять ресторанов, два магазина одежды и др. На сегодняшний день Гордон Гетти — капиталовкладчик и благотворитель.
Кроме того, Гордон Гетти — известный американский композитор, современный классик, чьи произведения исполняются  на самых престижных сценах мира, таких как Карнеги-холл и Линкольн-центр в Нью-Йорке, Королевский фестивальный зал в Лондоне, Большой театр и Концертный зал имени Чайковского в Москве. Так, на сцене Большого театра в 2009 году Владимиром Васильевым был поставлен одноактный балет на музыку Гордона Гетти по мотивам «Падения дома Эшеров» Эдгара По.